# Mucopolisacaridosi
Les mucopolisacaridosis són un grup de trastorns metabòlics causats per l'absència o el mal funcionament d'enzims lisosòmics necessaris per descompondre les molècules anomenades glicosaminoglicans (GAG). Aquestes llargues cadenes d'hidrats de carboni es produeixen dins de les cèl·lules que ajuden a construir ossos, cartílags, tendons, còrnies, pell i teixit connectiu. Els GAG (abans anomenats mucopolisacàrids) també es troben en el líquid sinovial (el líquid que lubrifica les articulacions).
Els individus amb mucopolisacaridosi o bé no produeixen prou d'un dels onze enzims necessaris per descompondre aquestes cadenes de sucre en molècules més simples, o bé produeixen enzims que no funcionen correctament. Amb el pas del temps, aquests GAG s'acumulen a les cèl·lules, sang i teixits connectius. El resultat és un dany cel·lular permanent i progressiu que afecta l'aparença, les capacitats físiques, el funcionament dels òrgans i del sistema i, en la majoria dels casos, el desenvolupament mental.
Les mucopolisacaridosis formen part de la família de malalties per dipòsit lisosòmic, un grup de més de 40 trastorns genètics que es produeixen quan el lisosoma de les cèl·lules animals funciona malament. Es pot pensar que el lisosoma és el centre de reciclatge de la cèl·lula perquè processa material no desitjat en altres substàncies que pot utilitzar la cèl·lula. Els lisosomes descomponen aquesta matèria no desitjada mitjançant enzims, proteïnes altament especialitzades essencials per a la supervivència. Els trastorns lisosòmics com les mucopolisacaridosis es desencadenen quan un enzim particular existeix en una quantitat massa petita o falta completament.

## Taula general
| Tipus    | Nom comú Altres noms                                      | OMIM                                        | Gen                                         | Locus                                       | Enzima deficient                            | Productes acumulats                         | Símptomes | Incidència                                  |
| -------- | --------------------------------------------------------- | ------------------------------------------- | ------------------------------------------- | ------------------------------------------- | ------------------------------------------- | ------------------------------------------- | --- | ------------------------------------------- |
| MPS IH   | síndrome de Hurler                                        | 607014                                      | IDUA                                        | 4p16.3                                      | α-L-iduronidasa                             | Heparan sulfat Sulfat dermatà               | Discapacitat intel·lectual, micrognàtia, trets facials gruixuts, macroglòssia, degeneració de la retina, còrniaopacament, cardiomiopatia, hepatosplenomegàlia | 1:100.000                                   |
| MPS IH/S | Síndrome de Hurler-Scheie                                 | 607015                                      | IDUA                                        | 4p16.3                                      | α-L-iduronidasa                             | Heparan sulfat Sulfat dermatà               | Discapacitat intel·lectual, micrognàtia, trets facials gruixuts, macroglòssia, degeneració de la retina, còrniaopacament, cardiomiopatia, hepatosplenomegàlia | 1:100.000                                   |
| MPS IS   | Síndrome de Scheie Antigament: Mucopolisacaridosi tipus V | 607016                                      | IDUA                                        | 4p16.3                                      | α-L-iduronidasa                             | Heparan sulfat Sulfat dermatà               | Discapacitat intel·lectual, micrognàtia, trets facials gruixuts, macroglòssia, degeneració de la retina, còrniaopacament, cardiomiopatia, hepatosplenomegàlia | 1:100.000                                   |
| MPS II   | Síndrome de Hunter                                        | 309900                                      | IDS                                         | Xq28                                        | Iduronat sulfatasa                          | Heparan sulfat Sulfat dermatà               | Discapacitat intel·lectual (símptomes semblants, però més lleus, als MPS I). Aquest tipus té, excepcionalment, l'herència recessiva lligada a X.              | 1:100.000-1:150.000 homes                   |
| MPS IIIA | Síndrome de Sanfilippo A Dèficit de sulfamidasa           | 252900                                      | SGSH                                        | 17q25.3                                     | Heparan sulfamidasa                         | Heparan sulfat                              | Retard en el desenvolupament, hiperactivitat severa, espasticitat, disfunció motora, mort a la segona dècada                                                  | 1:280.000 – 1:50.000                        |
| MPS IIIB | síndrome de Sanfilippo B Deficiència de NAGLU             | 252920                                      | NAGLU                                       | 17q21.2                                     | N-acetilglucosaminidasa                     | Heparan sulfat                              | Retard en el desenvolupament, hiperactivitat severa, espasticitat, disfunció motora, mort a la segona dècada                                                  | 1:280.000 – 1:50.000                        |
| MPS IIIC | Síndrome de Sanfilippo C                                  | 252930                                      | HGSNAT                                      | 8p11.21                                     | Heparan-α-glucosaminida N-acetiltransferasa | Heparan sulfat                              | Retard en el desenvolupament, hiperactivitat severa, espasticitat, disfunció motora, mort a la segona dècada                                                  | 1:280.000 – 1:50.000                        |
| MPS IIID | Síndrome de Sanfilippo D                                  | 252940                                      | GNS                                         | 12q14.3                                     | N-acetilglucosamina 6-sulfatasa             | Heparan sulfat                              | Retard en el desenvolupament, hiperactivitat severa, espasticitat, disfunció motora, mort a la segona dècada                                                  | 1:280.000 – 1:50.000                        |
| MPS IVA  | Síndrome de Morquio A                                     | 253000                                      | GALNS                                       | 16q24.3                                     | Galactosa-6-sulfat sulfatasa                | Sulfat de queratan Sulfat 6 de condroïtina  | Displàsia esquelètica severa, estatura baixa, disfunció motora                                                                                                | 1 de cada 75.000                            |
| MPS IVB  | Síndrome de Morquio B                                     | 253010                                      | GLB1                                        | 3p22.3                                      | β-galactosidasa                             | Sulfat de queratan                          | Displàsia esquelètica severa, estatura baixa, disfunció motora                                                                                                | 1 de cada 75.000                            |
| MPS V    | Vegeu MPS IS (síndrome de Scheie) més amunt               | Vegeu MPS IS (síndrome de Scheie) més amunt | Vegeu MPS IS (síndrome de Scheie) més amunt | Vegeu MPS IS (síndrome de Scheie) més amunt | Vegeu MPS IS (síndrome de Scheie) més amunt | Vegeu MPS IS (síndrome de Scheie) més amunt | Vegeu MPS IS (síndrome de Scheie) més amunt | Vegeu MPS IS (síndrome de Scheie) més amunt |